# Münnich Motorsport
Münnich Motorsport ist ein deutsches Motorsportteam, das aktuell in den Disziplinen Rallycross und Tourenwagen international aktiv ist. Titel konnten in der Deutschen Rallycross Meisterschaft (2007, 2009, 2010), FIA GT1. Weltmeisterschaft (2012) sowie TCR Middleeast (2019) errungen werden.

## Geschichte
Teamgründer und -besitzer ist der sächsische Unternehmer René Münnich, dessen Firma ALL-INKL.COM – Neue Medien Münnich auch als Hauptsponsor auf den Fahrzeugen unter dem Namen ALL-INKL.COM Münnich Motorsport präsent ist. Als Team-Manager waren Marc Basseng, Andreas Hainke und seit 2014 Dominik Greiner aktiv.

### Autocross
Die ersten Schritte tätigte das noch junge Team 2005 im Autocrossbereich. Zum Einsatz kamen Fahrzeuge wie Audi S6, VW Golf, VW Polo und Skoda Fabia.

### Rallycross
Nach den ersten gesammelten Erfahrungen im Autocross fand schnell ein Wechsel in die Deutsche-Rallycrossmeisterschaft statt. Sowohl in der großen Allrad- als auch in der Super 1600er Klasse war man hier mit den Stammfahrern René Münnich (DE) und Mandie August (DE) aktiv. Meistertitel 2007, 2009 und 2010 in mehreren Klassen wurden eingefahren.
Permanente Einsätze in der FIA Europa- /Weltrallycrossmeisterschaft folgten.
Mit der Weiterentwicklung der vorhandenen Fahrzeuge stieg das interne Know-how und die Folge war die Entwicklung und Fertigung von eigenen Rallycross Fahrzeugen wie diversen Skoda Fabia, Audi S3  und seit 2016 Seat Ibiza. Fahrer wie Clemens Meyer (D), Alx Danielsson (SWE), Reinis Nittišs (LAT), Tommy Rustad (NOR), Marc Basseng (DE), Gianni Morbidelli (IT) nahmen für das Team an Events teil. Der zweifache DTM Champion Timo Scheider (DE) ist neben den Stammfahrern Münnich und August für das Team seit 2018 in FIA World Rallycrossmeisterschaft regelmäßig im Einsatz. Auch 2021 startet ALL-INKL.COM Münnich Motorsport in der EuroRX und WorldRX. Beim Saisonauftakt in Barcelona schaffte es René Münnich erstmals ins Finale des Catalunya RX.

### Tourenwagen
2013 wagte man den Einstieg in die FIA World Touring Car Championship (WTCC). Mit den Fahrern Rob Huff (GBR), Marc Basseng und René Münnich absolvierte man mit 3 Seat Leon die erste Saison. 2014 fuhren Teamchef René Münnich und der ehemaligen Formel 1 Fahrer Gianni Morbidelli (IT) je ein Chevrolet Cruze für das Team. Der Italiener Stefano d’Aste folgte 2015. Für das Rennen am Nürburgring konnte man die Königin des Nürburgsrings Sabine Schmitz gewinnen. 2016 teilten sich René Münnich, der zweifach britische Tourenwagen Champion James Thomson und Sabine Schmitz ein Auto. Ein alter Bekannter, Rob Huff, wurde für die Saison 2017 auf einen Citroen C-Elysée engagiert.
2018 wurde aus der WTCC die WTCR. Man wechselte auf Honda Civic Type R TCR mit Esteban Guerrieri (ARG) und Yann Ehrlacher (FRA) als Stammfahrer. Das dritte Auto wurde bei den Europa Rennen der Saison von James Thomson (GBR) und den Überseeveranstaltungen von Timo Scheider pilotiert. Am Ende reichte es für Guerrieri und das Team für dritten Gesamtrang.
Den Grundstein für die Saison 2019 legt Teamchef René Münnich mit seiner Teilnahme an der TCR Middleeast. Neben diversen Rennsiegen konnte er am Ende die Meisterschaft für sich entscheiden.
In der WTCR fuhren die beiden Argentinier Esteban Guerrieri und Nestor Girolami für den Rennstall. Siege auf den Rennstrecken wie Zolder, Nürburgring, Hungaroring und Aragon konnten eingefahren werden. Zum Saisonfinale verpasste Esteban Guerrieri nur knapp den Fahrer WM-Titel. Als Team belegte man den dritten Gesamtrang.
Hochmotiviert ging es für ALL-INKL.COM Mannschaft 2020 in die dritte Saison der FIA WTCR, welche durch einen eingeschränkten Kalender aufgrund der Corona-Pandemie geprägt war.
Das Honda-Aufgebot des deutschen Teams wurde auf vier Honda Civic Type R TCR erweitert – damit wurde die Nennung gesplittet: ALL-INKL.COM Muennich Motorsport ging fortan mit Nestor Girolami und Esteban Guerrieri und ALL-INKL.DE Muennich Motorsport mit Attila Tassi und Tiago Monteiro an den Start. Am Ende der Saison erreichte das Team die Gesamtränge 2 und 6 sowie die Fahrer Guerrieri 4, Girolami 10, Tassi 12, Monteiro 15.
Nach intensiver Entwicklungsarbeit im Winter startete das Team 2021 mit gewohnter Fahrerpaarung in die neue Saison.

### GT
Im Jahr 2006 wurde zum ersten Mal in der FIA-GT-Meisterschaft unter dem Namen ALL-INKL.COM Racing ein Lamborghini Murciélago R-GT in der Kategorie GT1 eingesetzt. Beim B-Racing RS Line Team war ALL-INKL.COM als Sponsor ebenfalls involviert. Im Jahr 2007 trat das Team erneut an.[2] Bis zum Saisonhöhepunkt des 24-Stunden-Rennens von Spa-Francorchamps setzte das Team zwei Lamborghini ein; danach nur noch einen. Die Fahrerpaarung Christophe Bouchut (FRA) und Stefan Mücke (DE) erzielte einen Sieg beim ersten Saisonrennen in Zhuhai und einen zweiten Platz in Bukarest. Am Ende der Saison belegten sie den geteilten zehnten Platz der Fahrerwertung und Münnich Motorsport den siebten Rang der Mannschaftswertung.[3] Als ALL-INKL.COM Racing setzte das Team einen Lamborghini Gallardo GT3 für René Münnich und Christophe Bouchut auch bei einigen Rennen im ADAC GT Masters ein.[4]
Münnich Motorsport kehrte 2010 in den GT-Sport zurück. Als eines von zwei Teams setzte es in der neu ausgeschriebenen FIA-GT1-Weltmeisterschaft zwei Lamborghini Murciélago LP670 R-SV ein. Marc Basseng wurde in diesem Jahr als Fahrer und Teammanager verpflichtet.[1] Er teilte sich ein Fahrzeug mit Thomas Jäger, Christophe Bouchut und Ricardo Risatti. Das zweite Fahrzeug des Teams wurde die gesamte Saison über von Dominik Schwager und Nicky Pastorelli gefahren. Münnich Motorsport erreichte keine Podiumsplatzierung und wurde in der Mannschaftswertung Neunter.
2011 trat Münnich Motorsport weiterhin mit zwei Lamborghini Murciélago LP670 R-SV in der FIA-GT1-Weltmeisterschaft an. Die Fahrerpaarungen blieben die gesamte Saison über unverändert: Nicky Pastorelli und Dominik Schwager fuhren den einen, Marc Basseng und Markus Winkelhock den anderen Lamborghini. Die Fahrerpaarungen erzielten zwei Doppelsiege beim Rennwochenende auf dem Circuito de Navarra sowie einen Doppelsieg durch Basseng und Winkelhock im Qualifikations- und Hauptrennen in Zolder. Nachdem sich das Swiss Racing Team – das zweite Lamborghini-Einsatzteam – vorzeitig aus der Meisterschaft zurückgezogen hatte, setzte Münnich Motorsport zusammen mit dem luxemburgischen Team DKR Engineering zwei weitere Murciélago LP670 R-SV unter dem Namen DKR www-discount.de ein, um die notwendige Starterzahl bei den verbleibenden Überseerennen zu garantieren.[5] Fahrer waren Manuel Lauck (DE), Christopher Haase (DE), Jonathan Kennard (GBR) und Christopher Brück (DE).
Mit dem Wechsel des technischen Reglements der FIA-GT1-Weltmeisterschaft auf die Gruppe GT3 wechselte Münnich Motorsport im Jahr 2012 das Einsatzfahrzeug: Die beiden Mercedes-Benz SLS AMG GT3 wurden von den Paarungen Thomas Jäger und Nicky Pastorelli sowie Marc Basseng und Markus Winkelhock gefahren.[6] Die Saison verlief sehr erfolgreich. Am Ende reichte es sowohl für den Fahrer- und auch den Teamtitel.
2013 ging es für das Team nach Dubai zum 24h-Rennen. Die Fahrer Marc Basseng, Rob Huff und Rennstallbesitzer René Münnich schafften den zweiten Gesamtrang.

## Meilensteine
-          2005 Gründung  
-          2007 Deutsche Rallycrossmeisterschaft Meistertitel René Münnich
-          2009 Deutsche Rallycrossmeisterschaft Meistertitel René Münnich
-          2010 Deutsche Rallycrossmeisterschaft Meistertitel René Münnich
-          2010 FIA GT1 Einstieg
-          2012 FIA GT1 Fahrer- und Teammeistertitel Marc Basseng, Markus Winkelhock
-          2013 FIA WTCC Einstieg
-          2014 24h-Rennen Dubai Gesamtrang 2 Marc Basseng, Rob Huff, René Münnich
-          2014 FIA World Rallycross Championship Einstieg
-          2016 RALLYCROSS CHALLENGE EUROPE Meistertitel Mandie August
-          2018 FIA WTCR Einstieg
-          2019 TCR Middleeast Meistertitel René Münnich
-          2019 FIA WTCR Vize-Meister Esteban Guerrieri, 3. Gesamtrang Team
-          2020 FIA WTCR Fahrerwertung 4. Platz Esteban Guerrieri, Team 2. Platz